# Алискеров, Азиз Хаджиевич
Ази́з Хаджи́евич Алиске́ров (1914 — 1956) — советский геолог, талантливый руководитель, внёсший значительный вклад в дело геологического изучения недр и промышленного освоения районов Крайнего Северо-Востока.

## Биография
Лезгин по национальности, родился 5 июня 1914 г. в станице Слепцовской Терской области Российской империи в семье рабочего Грозненских нефтепромыслов. Вместе с семьёй жил в разных районах, куда посылали отца, а после его смерти в 1921 г. — отчима, тоже нефтяника, бурового мастера.
В 1929 г. А. Х. Алискеров окончил 7 классов Тихорецкой железнодорожной школы. В начале 1931 г. он поступил работать коллектором в геологическое бюро треста «СреднеАзнефть». В сентябре того же года был направлен руководством на учёбу в Москву.
Учился А. Х. Алискеров сначала в нефтяном институте им. Губкина. В 1933 г. вступил в комсомол, затем группу студентов, в том числе и его, перевели в Азербайджанский Краснознаменный индустриальный институт, который он закончил в феврале 1936 г., получив специальность инженера-геолога по разведке нефтяных и газовых месторождений.
С марта 1936 по октябрь 1937 г. А. Х. Алискеров работал инженером-геологом и начальником геологоразведочных партий в тресте «Востокнефть», а затем, с декабря 1937 по май 1940 г. — старшим геологом и начальником инженерно-геологических партий на строительстве Куйбышевского гидроузла НКВД.
После окончания работ по выбору створа плотины Куйбышевского гидроузла А. Х. Алискеров был откомандирован на работу в гострест «Дальстрой». По прибытии на Колыму в 1940 г. он был назначен старшим геологом Верхне-Оротуканского разведрайона Южного горнопромышленного управления. Обладая незаурядными организаторскими способностями, он довольно быстро вник в суть вопросов, связанных с разведкой месторождений, передачей их горнякам, стал разбираться в геологии золота, что позволило ему меньше чем через год стать начальником разведрайона, а в июне 1941 г. —  заместителем начальника Южного горнопромышленного управления по геологоразведке.
В годы войны вся энергия А. Х Алискерова была направлена на выявление новых россыпных месторождений золота и организацию наиболее эффективной его добычи. За выполнение заданий по добыче драгоценного металла в 1943 г. он был награждён медалью «За трудовую доблесть», а в 1945 г. — орденом Трудового Красного Знамени.
С июня 1944 по сентябрь 1947 г. А. Х. Алискеров работал в должности заместителя начальника Западного (Сусуманского) горнопромышленного управления по геологоразведке, затем — начальника Берелёхского районного геологоразведочного управления. На этом посту он внедрил новую методику разведки россыпных месторождений золота. Под его руководством и при непосредственном участии был разработан и осуществлён генеральный проект разведки долины реки Берелёх. Прогнозы и оценки перспектив месторождений блестяще оправдались.
Там, где в свое время руководил геологоразведкой Алискеров, и теперь ведётся добыча золота. В 1951 г. Азиза Хаджиевича назначили начальником Западного горнопромышленного управления. Хорошо знакомый с территорией, с людьми, он сумел сплотить коллектив на систематическое выполнение государственного плана по добыче металла. На этом посту А. Х. Алискеров пробыл до 1955 г., после чего был назначен заместителем начальника Дальстроя и начальником геологоразведочного управления Дальстроя, возглавив тем самым все работы по геологии Северо-Востока.
Обладая большими знаниями в области геологии и горного дела, А. Х. Алискеров умело и методически верно руководил многосторонней производственной и научной деятельностью управления, оказывал большую практическую помощь приискам, многое сделал для внедрения новейших методов разведки. Азиз Алискеров категорически отвергал долго бытовавшую среди многих  геологов теорию, что на Чукотке золота нет, и вместе с Юрием Билибиным отстаивал необходимость дальнейших его поисков, сам неоднократно выезжал в Чаунский и Восточно-Тундровский (будущий Билибинский) районы, бывал во многих стационарных и полевых партиях.  Особое внимание уделял организации геологоразведочных работ в долине реки Анюй и других районах Чукотки. А когда чукотское промышленное золото и было, наконец, открыто, округ стал золотой провинцией страны.
В 1956 г., выступая с докладом на коллегии Министерства геологии СССР в Москве, А. Х. Алискеров обосновал необходимость создания самостоятельной геологической службы Северо-Востока, что впоследствии и было сделано. Геологи ордена Трудового Красного Знамени Северо-Восточного территориального производственного геологического управления «Севвостгеология» сделали много открытий полезных ископаемых, обеспечив горняков Магаданской области запасами драгоценных металлов.
Несмотря на занятость, А. Х. Алискеров вел большую общественную работу, был редактором журнала «Материалы по геологии и полезным ископаемым Северо-Востока». Товарищи, которым пришлось работать с ним бок о бок, поражались его неутомимой энергии и прямоте отношений, вере в успех и творческие способности коллектива.
В послевоенный период деятельность А. Х. Алискерова была отмечена вторым орденом Трудового Красного Знамени, двумя медалями.

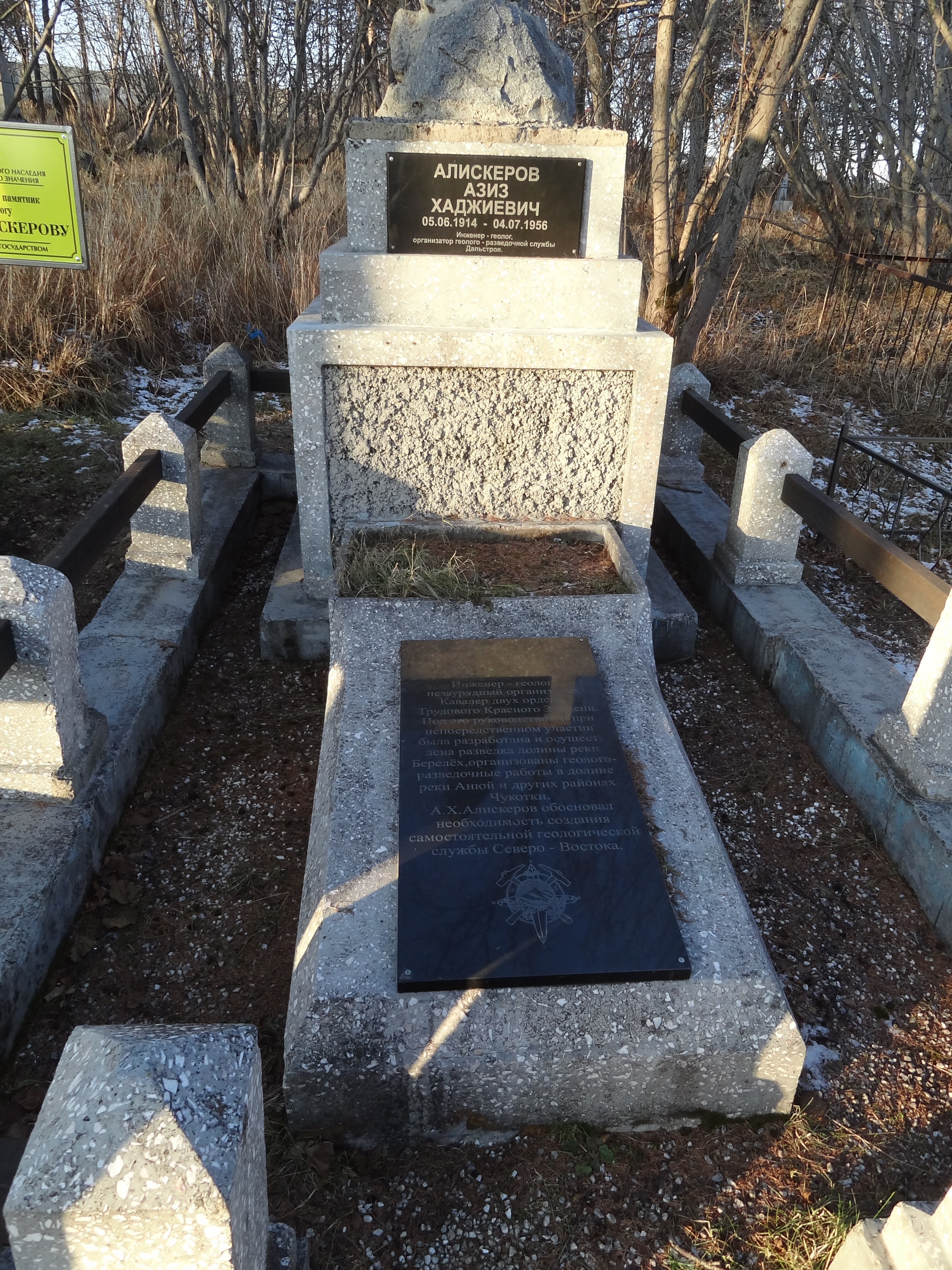
Памятная плита на могиле А. Х. Алискерова на Потаповском кладбище г. Магадана

Умер А. Х. Алискеров неожиданно от сердечного приступа 4 июля 1956 г. в Магадане, где и похоронен. На месте погребения (г. Магадан, старое кладбище у Марчеканского шоссе) на квадратном многоступенчатом основании возвышается трехгранный обелиск, увенчанный звездой. На обелиске эмблема геологов, барельеф, обрамленный венком. Памятник облицован мраморной крошкой серого цвета. На могиле мраморная доска с надписью: 
"Инженер-геолог, незаурядный организатор, кавалер двух Орденов Трудового Красного Знамени. Под его руководством и при непосредственном участии была разработана и осуществлена разведка долины реки Берелёх, организованы геолого-разведочные работы в долине реки Анюй и других районах Чукотки. А. Х. Алискеров обосновал необходимость создания самостоятельной геологической службы Северо-Востока"
Памятник, установленный в 1958 году, в 1977 году был реставрирован. Могила А. Х. Алискерова охраняется государством.
Алискеров отдал шестнадцать лет освоению сурового северного края, возглавляя наиболее ответственные участки геологоразведки и горной промышленности.
В 1958 году, неподалеку от Певека, в тех местах, где часто бывал Алискеров, появился первый на Чукотке золотодобывающий прииск, получивший название «Комсомольский», выросший впоследствии в мощный горно-обогатительный комбинат.

### Личность
О нём всегда говорили как о человеке разностороннем. Еще в Баку, будучи членом аэроклуба, он получил право на управление самолетом. Азиз Хаджиевич был первоклассным шофером, хорошим фотографом, способным художником, отличным семьянином.
Большую часть времени А. Х. Алискеров проводил непосредственно на объектах разведки, на приисках и рудниках, разрешая на месте важные производственные вопросы. В любом коллективе, с которым ему приходилось работать, он всегда находил время для ознакомления с жизнью и бытом разведчиков и горняков, уделяя этому должное внимание, чем заслужил искреннее уважение работников всех уровней.
Он обладал пылким темпераментом, но умел критически оценивать себя, и это помогало ему как организатору и сохраняло хорошие взаимоотношения с товарищами.
Из воспоминаний репрессированного геолога (геофизика, студента Московского нефтяного института), внучатого племянника Л.Д. Троцкого (1879–1940) — Валерия Бронштейна (род. 1924), отбывавшего пятилетнюю ссылку на Колыме (дата ареста: июнь 1948 г.):
Когда выпал первый снег в конце сентября, мы вернулись в Нексикан. Меня поместили жить в общежитие инженерно-технических работников, где было чище, чем в рабочих бараках, но пили также много, как и там. Каждый вечер возникали пьяные драки, в которые включались сразу несколько человек. А так жить было можно, тем более что я после приёмки полевых материалов находился в состоянии эйфории, хваля сам себя за хорошую работу в поле. Правда, мне вскоре напомнили, кто я на самом деле есть, и не пригласили, как ссыльного, на вечер полевиков, который по традиции у геологов проходил после завершения полевых работ, и мне пришлось почти в одиночестве сидеть в общежитии, прислушиваясь к веселью, доносившемуся из клуба. Второй удар, более серьезный, я испытал после возвращения из отпуска начальника Берелехского РайГРУ, майора Алискерова Азиза Хаджиевича. Это была фигура очень колоритная и хорошо вписывалась в сложившийся образ отличного хозяйственника и одного из руководящих работников Дальстроя. Обладая абсолютной властью над своими подчиненными, как над вольнонаемными, так и заключенными, он предпочитал наказывать проштрафившихся своим кулаком, редко отдавая их под арест и суд военного трибунала. Его боялись, как огня, но одновременно, относились с уважением. … он был вспыльчив, и от своих сотрудников не терпел никаких возражений. С начальством был вежлив и исполнителен… А на следующий день, где-то к обеду, меня пригласил к себе Алискеров. Я был очень удивлён и с некоторым страхом поднялся на второй этаж, где был его кабинет. Секретарша открыла дверь и пригласила войти. Алискеров, сидя за столом, посмотрел на меня исподлобья и спросил: «Что тебе честь нашего поселка не дорога? Почему отказался плясать в ансамбле»? Сбивчиво я объяснил причины моего отказа. "Так вот, — сказал он, — будешь ты у меня работать куда пошлю, танцевать и все другое делать, что прикажу, не забывай, что ты на Колыме, а теперь — марш в клуб". Возражать было бессмысленно, а по рассказам я знал, что когда он "разойдется", то у себя в кабинете бил не только заключенных и ссыльных, но и вольнонаемных инженеров за те или иные проступки. 
Видимо, слишком много жизненных сил и энергии он отдал освоению природных богатств Крайнего Севера, иначе трудно понять, почему он в 42 года ушел из жизни. Внезапная смерть Азиза Алискерова гулким эхом отозвалась в сердцах тех, кто с ним дружил, кто близко знал его, уважал. И эти люди, испытав горечь утраты, написали и отправили на родину - в село Ахты — искренние, из самых глубин сердца идущие слова, которые хранятся сейчас в Ахтынском музее. «Если говорить кратко, то более цельного, честного, трудолюбивого человека трудно представить. Вся его жизнь - горение на благо народа, которому он до последней минуты своей жизнью служил. Он сгорел быстро, но оставил о себе незабываемую память, его именем назван поселок, его обелиск стоит на кладбище. Надо было бы написать книгу, это было бы достойной памятью о нем», - так отозвался его друг А. С. Столыпин.

### Память
В память о геологе на Чукотке в Билибинском районе названы прииск и поселок Алискерово (с 1998 года прекратили своё существование). Имя «Алискерово» получил найденный в том районе в 1977 г. железный метеорит, который хранится в Музее естественной истории Северо-Восточного комплексного НИИ ДВО РАН имени Н. А. Шило. В Магаданском областном краеведческом музее хранятся документы, фотографии, награды А. Х. Алискерова.

### Личная жизнь
Сын — Азиз Азизович Алискеров — (1937-2016), потомственный геолог, учёный, унаследовавший разносторонность и незаурядные организаторские способности отца, умение сплотить вокруг себя единомышленников, верный, чуткий и надежный товарищ.

## Интересные факты
- С 1947 года по октябрь 1951 года он широко внедряет в геологию методику разведки россыпных месторождений золота. Под руководством А. Алискерова был разработан Генеральный проект разведки реки Берелёх. Его прогнозы и оценки перспектив месторождений блестяще оправдались. Там, где в свое время руководил геологоразведкой Азиз Алискеров, теперь ведется в широких масштабах добыча российского золота. «Появился термин «Берелёхская школа геологов», - писал известный дагестанский журналист Дмитрий Трунов. - Эта школа стала самой популярной в Магаданской области. Учиться у берелёхцев приезжали геологи из многих районов страны».[4]

- Колымский поэт Пётр Петрович Нефёдов написал о нём в своём стихотворении "Алискерово"[5] 1961 г. такие строки:

 Как он пел, как лезгинку отплясывал!
На Кавказе ведь был рожден.
И с каким восторгом рассказывал
О своей геологии он.

А с какою любовью страстною
Он о Севере говорил:
— Нет, выходит, совсем не напрасно я
Столько тропок в тайге проложил.

И на каждой тропе нами пройденной, — 
Вот о чем должен петь твой стих! — 
Получила в подарок Родина
Тонны россыпей золотых.

Сколько лет по тайге нашей лазаю,
А все мало, все больше хочу.
И дочурку свою черноглазую
Этой мудрости научу.

Так он жил непоседой, мечтателем
До последних своих минут.
И о жизни его замечательной
Нынче песни уже поют.

Да, и в смертный свой час он веровал
В силу жизни, в её торжество.
Пусть же вечно в тебе, Алискерово,

Бьется жаркое сердце его. 